# 金沢市立長田中学校
金沢市立長田中学校（かなざわしりつ ながたちゅうがっこう、英語: Kanazawa Municipal Nagata Junior High School）は、石川県金沢市二宮町にある公立中学校。
校区は長田町・戸板・西小学校区からなる。

## 沿革
《主要な出典：》
- 1948年（昭和23年）
  - 4月1日 - 学制改革により金沢市立長田町小学校（所在地：金沢市長田弓ノ町一番丁1番地）に金沢市立長田中学校が設置され、金沢市立戸板小学校に分校が置かれる。長田町、戸板、諸江町各小学校区をもって通学区域と定める。
  - 5月17日 - 開校式挙行。
- 1952年（昭和27年）6月30日 - 戸板分校を廃止[6]。
- 1956年（昭和31年）
  - 2月25日 - 新校舎竣工式。新校舎の所在地表記（当時）：金沢市二宮町イ2番地[7]。
  - 5月28日 - 落成式挙行。
- 1957年（昭和32年）5月17日 - 校旗樹立、校章改正。
- 1958年（昭和33年）5月17日 - 創立10周年記念式挙行、校歌制定。
- 1962年（昭和37年）6月26日 - プール竣工。
- 1968年（昭和43年）10月17日 - 創立20周年記念式挙行。
- 1970年（昭和45年）11月5日 - 放送施設披露式。
- 1978年（昭和53年）
  - 5月17日 - 創立30周年記念式挙行。
  - 11月15日 - 汚水浄化槽完成。
- 1981年（昭和56年）3月31日 - 新校舎第1期工事完成。
- 1982年（昭和57年）5月7日 - 新校舎竣工式。
- 1984年（昭和59年）
  - 6月26日 - 校舎増築工事起工式。
  - 7月4日 - 新体育館建設工事起工式。
- 1985年（昭和60年）
  - 4月1日 - 新体育館・増築竣工。
  - 12月13日 - 運動場整地・夜間照明灯6基新設・テニスコート2面竣工。
- 1992年（平成04年）3月7日 - CAI管理室竣工。
- 1993年（平成05年）3月31日 - プール竣工。
- 1998年（平成10年）5月27日 - 創立50周年記念式挙行、歌碑除幕。
- 2002年（平成14年）10月9日 - さわやかトイレ竣工。
- 2003年（平成15年）
  - 1月8日 - 第2CL室・校内LAN竣工。
  - 8月29日 - 給食配膳設備竣工。
- 2005年（平成17年）10月17日 - 第1期校舎耐震補強工事竣工。
- 2006年（平成18年）
  - 9月29日 - 第2期校舎耐震補強工事終了。
  - 11月27日 - 暖房設備改良工事終了。
- 2007年（平成19年）8月31日 - 体育館アスベスト除去工事終了。
- 2008年（平成20年）
  - 6月25日 - 創立60周年記念行事。
  - 11月26日 - 体育館屋根改修工事終了。
- 2013年（平成25年）
  - 6月14日 - 第1期外壁改良工事。
  - 11月25日 - 緞帳取替工事。
- 2014年（平成26年）7月22日 - 第2期外壁改良工事。
- 2015年（平成27年）10月10日 - 第3期外壁改良工事。
- 2016年（平成28年）1月18日 - 防球ネット設置工事。

## 主な卒業生
- 塩谷瞬（俳優）
- 坂井寛子（ソフトボール選手）[8]
- 南部健一（工学博士）